# Nautic radio Vis
Nautic radio Vis, radijska postaja iz Visa. 

## Povijest
Osnovana je 1994. godine. S radom je počela 5. rujna 1994. godine. Osnivač je Dražen Gazija. Zoran Franičević bio je prvi novinar i voditelj. Negdje ga ubrajaju i u osnivače. Prema Franičevićevim riječima, bilo je to „fantastično i mukotrpno iskustvo, bez zarade“. Za tehniku i glazbu bili su zaduženi Ronald Ribarić, Nikša Repanić, Damir Rastović. i dr. Novinari su bili Siniša Brajčić, Mari Martinis, Bogoljub Mitraković i dr. Pojavom ovog radija razbila se "radijska tišina" hrvatskih radijskih postaja koje su se u ovom dijelu Hrvatske slabo čule, pa je slušateljstvo lakše moglo slušati talijanske postaje.
Danas je dijelom Jadranske radio mreže.